# ماتياس روبيو
ماتياس روبيو (بالإسبانية: Matías Rubio)‏ (8 أغسطس 1988 بكالاما في تشيلي - ) هو لاعب كرة قدم تشيلي في مركز الهجوم. لعب مع نادي أونيفرسيداد كاتوليكا ونادي كونسيبسيون ‏ وDeportes Temuco ‏ ويونيون لا كاليرا ورينجرز دي تالكا.

## وصلات خارجية
- ماتياس روبيو على موقع قاعدة بيانات كرة القدم.إي يو (الإنجليزية)
- ماتياس روبيو على موقع Soccerway.com (الإنجليزية)